# Festival da Canção 2006
Das 41. Festival da Canção fand am 11. März 2006 im Kongresszentrum in Lissabon statt. Der austragende Fernsehsender war Rádio e Televisão de Portugal. Gleichzeitig diente es als portugiesischer Vorentscheid für den Eurovision Song Contest 2006 in Griechenland. Das Finale fand mit 10 Teilnehmern statt und neben den Hauptmoderatoren Isabel Angelino und Jorge Gabriel führten auch die Gastmoderatoren Helena Coelho und Daniel Oliveira sowie Helena Ramos und Eládio Clímaco durch den Abend.
Im Finale am 11. März wurde per Jury- und Televoting abgestimmt, wobei das Regelwerk besagte, dass im Falle eines Gleichstandes bei den Gesamtpunkten das Juryvoting höher gewertet wird. Die Jury bestand aus der Modedesignerin Fátima Lopes, der Sängerin und Schauspielerin Simone de Oliveira, dem Produzenten und Regisseur Filipe La Féria, dem Autor und Komponisten Tozé Brito und dem Journalisten und Musikkritiker João Gobern.
Nachdem sowohl die Band Nonstop als auch die Sängerin Vânia de Oliveira in der Endabrechnung 22 Punkte erreichten, wurde entschieden, dass aufgrund der höheren Jurywertung die Band Nonstop Portugal beim Eurovision Song Contest in Athen vertreten würde, was zu lautstarken Unmutsbekundungen im Publikum führte. Die Band belegte mit ihrem Song Coisas de nada, im Halbfinale den 19. von 23. Plätzen und verpasste dadurch die Qualifikation für das große Finale.

## Teilnehmer
Finale
| Startnr. | Interpret         | Lied                     | Musik und Text                                                          | Rang | Punkte (Jury/Televoting) |
| -------- | ----------------- | ------------------------ | ----------------------------------------------------------------------- | ---- | ------------------------ |
| 1.       | Bruno Nicolau     | Um dia direi             | T/M: Gustavo Teixeira                                                   | 5.   | 8 (5/3)                  |
| 2.       | Lara Afonso       | Alma nova                | T: António Avelar de Pinho; M: Luís Oliveira                            | 5.   | 8 (6/2)                  |
| 3.       | Madison Lúcia     | Na noite és tu e eu      | T: Slu Fernandes; M: Douglas Temmo, Elvis Veiguinha, José Manuel Afonso | 10.  | 5 (4/1)                  |
| 4.       | Mariafolia        | Bem mais além            | T: António Avelar de Pinho; M: José Marinho                             | 5.   | 8 (1/7)                  |
| 5.       | Ricardo Moraes    | Nunca mais te digo adeus | T/M: Ricardo Landum                                                     | 5.   | 8 (3/5)                  |
| 6.       | Vânia de Oliveira | Sei quem sou (Portugal)  | T: Carlos Coincas; M: Carlos Coincas, José Liaça                        | 2.   | 22 (10/12)               |
| 7.       | Natalie Insoandé  | Durmo com pedras na cama | T: António Avelar de Pinho; M: Luís Oliveira                            | 4.   | 12 (8/4)                 |
| 8.       | Nonstop           | Coisas De Nada           | T/M: Elvis Veiguinha, José Manuel Afonso                                | 1.   | 22 (12/10)               |
| 9.       | Beto              | O amor é uma fonte       | T: José Jorge Letria; M: José Marinho                                   | 5.   | 8 (2/6)                  |
| 10.      | Cuca              | As minhas guitarras      | T: Paulo Abreu Lima; M: Ramón Galarza                                   | 3.   | 15 (7/8)                 |